# Matthias Kitter
Matthias Kitter (geboren 7. Mai 1963 in Siegen) ist ein deutscher Fernseh- und Theater-Regisseur.

## Biografie
Kitter studierte Theater-, Film- und Fernsehwissenschaften an der Universität Köln mit Abschluss Magister Artium. Nach seinem Studium wurde er an verschiedenen Bühnen engagiert, u. a. als Spielleiter und Dramaturg am Wuppertaler Schauspielhaus und an den Staatlichen Bühnen Berlins. Dort arbeitete er an Theaterproduktionen mit.
Unter seiner Regie entstanden über 3000 TV Sketche, u. a. in Shows wie die Kurt Krömer Show (RBB), Schmidteinander (WDR), Mensch Markus und Die Wochenshow (SAT.1).
Darüber inszenierte Kitter viele Jahre Live-Events von Künstlern. Zusätzlich arbeitete er in TV-Produktionen als Autor, Produzent und führte Regie bei Videoclips für „Die Prinzen“ und „Opera to Relax“.
Kitter ist dreifacher Preisträger des Deutschen Comedy Preises, er erhielt eine Emmy-Nominierung für die TV-Serie Alt & Durchgeknallt (Sat. 1) und als Sonderpreis Die Goldene Rose von Montreux. 2009 bis 2013 war er künstlerischer Leiter beim Berliner Kabaretttheater Die Stachelschweine und inszenierte für das Berliner Kult-Kabarett mehrere Show-Programme. In Köln inszenierte Kitter Neil Simons Klassiker „Der letzte der feurigen Liebhaber“, in Dresden die Uraufführung des Stücks „Flower Power“, die Multimedia-Revue „Dietrichs Demokratische Republik“ sowie das Musical „Vom Geist der Weihnacht“ in einer Arena-Version 2014. Nach den Opern „L’elisir d’amore“ und „Cosi fan tutte“ war die Uraufführung seiner Komödie mit Musik „Brenner und Brenner“, im Februar 2023, seine dritte Inszenierung für das Theater Nordhausen. In der Spielzeit 24/25 folgte dort Paul Abrahams Operette Märchen im Grand Hotel.
Kitter lebt und arbeitet in Berlin.

## Regiearbeiten TV  (Auswahl)
- 1994 Schmidteinander, Unterhaltungssendung, WDR
- 1995 Café Bâle, Serie, Telebasel
- 1996–2002 Die Wochenshow, Sat1
- 2003 Alt & Durchgeknallt, Serie, Sat1
- 2003–2009 Mensch Markus, Serie, Sat1
- 2004 Die Kurt Krömer Show, Serie, rbb
- 2004 Scheibenwischer, Kabarettsendung, ARD
- 2005 Die Dreisten Drei, Comedy-Serie, Sat.1
- 2006 Weibsbilder, Serie, Sat.1
- 2006 Bei Krömers, Serie, rbb
- 2007 Krömer – Die internationale Show, Serie, rbb
- 2018 NDR Comedy Spezial mit Markus Maria Profitlich, TV Event, NDR

## Theaterregie  (Auswahl)
- 2024 "Märchen im Grand Hotel", Lustspieloperette von Paul Abraham, Theater Nordhausen
- 2023 "Brenner und Brenner", Komödie mit Musik, Buch und Inszenierung, Theater Nordhausen
- 2022 "Weihrauch,Gold und Irre", Weihnachtskabarett mit Mathias Tretter, KabarettAcademixer, Leipzig
- 2022 "Così fan tutte",Oper von Wolfgang Amadeus Mozart, Theater Nordhausen
- 2022 "In der Hose brennt noch Licht",Kabarett Academixer, Leipzig
- 2021 "L’elisir d’amore",  Oper von Gaetano Donizetti, Theater Nordhausen
- 2021 "Die lustige Witwe", Operette von Franz Lehár, Kabarett Academixer, Leipzig
- 2020 "Bitte mal freimachen", Kabarett Academixer, Leipzig
- 2009–2013 künstlerischer Leiter, Regisseur und Autor des Berliner Kabaretts "Die Stachelschweine"
- 2010 "Der letzte der feurigen Liebhaber", Neil Simon; Theater Jot Jelunge, Köln
- 2011 "Flowerpower", Komödie von Philipp Sonntag; UA, Comödie Dresden
- 2012 "Dietrichs Demokratische Republik"; Tourneeproduktion, Agentur Meistersinger
- 2013 "Lachen Machen"; Show für die Mein Schiff/TUI Cruises
- 2014 "Vom Geist der Weihnacht"; Musical-Arena-Tour, BB Promotion
- 2014 "Halbzeit", Show mit Markus Maria Profitlich
- 2015 "Philipp Möller": Isch hab Geisterblitz!"", Leseshow
- 2015 " Die Ähn & das Anner", Kabarett mit Alice Hoffmann und Bettina Koch
- 2015 "Unbekannt Verzogen"; Steiners Theater
- 2016 "Ach hätte die Liebe doch nicht…!" – Eine musikalische Soiree bei Gräfin Cosel, Buch und Regie
- 2016 "Schwer im Stress", Show mit Markus Maria Profitlich